# 第21次西成暴動
第21次西成暴動（だい21じにしなりぼうどう）とは、1973年（昭和48年）6月に大阪府大阪市西成区のあいりん地区（通称釜ヶ崎）で発生した日雇い労働者による暴動事件。「第21次釜ヶ崎暴動」ともいう。

## 事件の概要
1973年6月14日夜、あいりん地区で酔っ払いの喧嘩をきっかけに暴動が発生した。この騒ぎそのものは間もなく沈静化したが、新左翼系の釜ヶ崎共闘会議は翌日の6月15日に「樺美智子さん追悼6・15記念集会」の開催を予定しており、不穏な空気が立ち込め始めた。
6月15日午後、天王寺公園で「樺美智子さん追悼6・15記念集会」が開催された。集会そのものは平穏に終わったが、その後のデモ行進で一部のデモ隊が予定のコースを外れてあいりん地区に向かおうとした。大阪府警察機動隊がこれを制しようとしたところ、もみ合いとなり、投石するなどの騒ぎを起した。午後9時15分頃になると、約400人があいりん地区内の路上に集結し、通行人などを襲って怪我をさせた。
6月16日夜もあいりん地区では、暴動が散発的に起きていた。